# Hypocrita bleuzeni
Hypocrita bleuzeni är en fjärilsart som beskrevs av De Toulgoët 1990. Hypocrita bleuzeni ingår i släktet Hypocrita och familjen björnspinnare. Inga underarter finns listade i Catalogue of Life.